# Comunità ebraica di Mantova
La comunità ebraica di Mantova è una delle più antiche e importanti di Italia. È oggi una delle 21 comunità ebraiche riunite nell'UCEI, Ha sede in via Govi 13.

## La storia

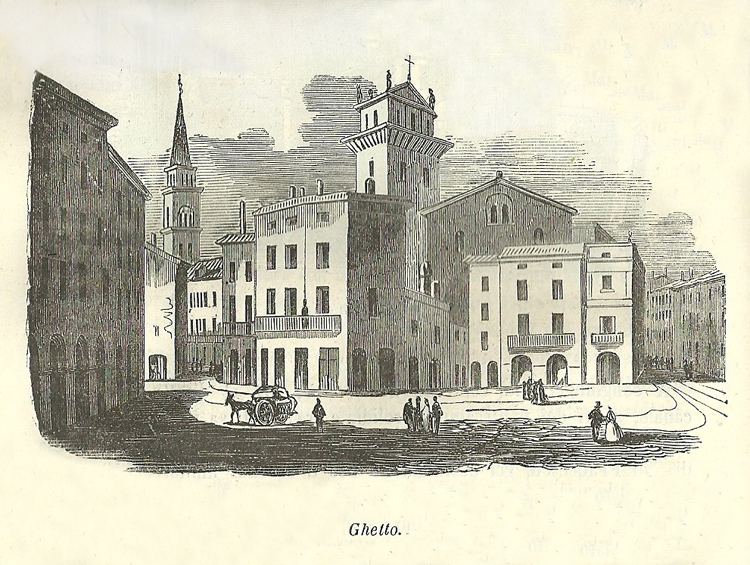
Il Ghetto di Mantova

La presenza di ebrei a Mantova è testimoniata dai primi documenti certi, fin nell'anno 1145. I Gonzaga incoraggiarono l'immigrazione ebraica, finalizzata anche ad ottenere immediati interessi economici dai banchieri ebrei esercitanti tramite i banchi feneratizi, il prestito di denaro ad interesse. Intorno al 1380 dalle autorità fu chiamato il primo feneratore, cioè prestatore ad interesse, Abramo da Forlì, che ottenne la licenza a trasferirsi da Padova in città, ad acquistarvi due case e a esercitare l’attività bancaria. Tre erano i principali flussi d'immigrazione, da Roma, dalla Germania e dalla Provenza.  Alla fine del XV secolo la comunità della città constava già di circa 200 individui. Alla fine del Cinquecento si era venuta a creare a Mantova una delle maggiori comunità ebraiche italiane del tempo: oltre 3.000 persone, ovvero il 7% della popolazione della città. Contemporaneamente famiglie ebraiche esercenti l'attività creditizia si trasferirono nei centri minori governati dai Gonzaga; sorsero, quindi, piccole comunità con banchi feneratizi, sinagoghe e cimiteri ebraici a Ostiano (Cremona), Rivarolo Mantovano, Viadana, Pomponesco, Bozzolo, Castel Goffredo.
L'istituzione del ghetto agli inizi del Seicento coincise con l'inizio della decadenza della comunità ebraica mantovana parallelamente a quella della famiglia dominante dei Gonzaga. Un colpo drammatico fu dato dal saccheggio della città da parte dei lanzichenecchi nel 1630, e dall'epidemia di peste che ne seguì, per la quale gli ebrei furono tacciati di esserne gli untori. Molti di questi, circa 600, abbandonarono Mantova rifugiandosi a Bozzolo. Centinaia morirono travolti dalla corrente nel tragico tentativo di abbandonare la città a bordo di zattere sul fiume Po. La comunità si dimezzò. Circa 300 ebrei mantovani trovarono rifugio a Mirandola, dove furono mantenuti a loro spese dal duca Alessandro I Pico della Mirandola, nell'attesa di ricevere i soccorsi della comunità ebraica di Ferrara.
Comunque la comunità ebraica demograficamente si riprese e stabilizzò il numero dei componenti intorno ai 2100 individui, pari a circa l’8% della popolazione della città di Mantova, quasi tutti concentrati nell’area del ghetto, ove sorgevano sei sinagoghe edificate tra il Cinquecento e il Seicento. Tre di questi luoghi di culto erano di rito ashkenazita (Porta, Ostiglia e Beccheria o Grande) che successivamente furono demolite nel 1904 in occasione del grande sventramento che interessò l’area dell’ormai ex ghetto e tre erano di rito italiano (Grande italiana, Cases e Norsa Torrazzo), le prime due demolite nel 1938 e 1929, la terza sinagoga ricostruita in Via Gilberto Govi 11, oggi sede della Comunità ebraica mantovana.
Sotto la dominazione austriaca cominciata nel 1708, iniziarono politiche più liberali e un periodo di rinnovata prosperità. Agli ebrei fu concessa la possibilità di acquisire la proprietà di beni immobili e fu abolito l'obbligo di portare il "contrassegno" che da secoli identificava i singoli ebrei. Nel 1790 con le Patenti furono concessa altre maggiori libertà agli ebrei mantovani. La fine del ghetto infine, si ebbe con l'arrivo delle truppe napoleoniche nel 1798. Ai lavori del Sinedrio napoleonico fu presente anche il rabbino mantovano, Abraham Vita Cologna.
Per gli ebrei mantovani, impegnati in prima fila nei moti risorgimentali, si aprì con l'emancipazione un'era di nuove opportunità che si espresse anche con una emigrazione massiccia verso Milano dove maggiori erano le opportunità economiche. La comunità mantovana, che storicamente aveva incluso sempre un numero di individui intorno ai 1.900, dagli anni quaranta del XIX sec. subì un veloce declino demografico testimoniato dal censimento del 1858, 1.608 i componenti la comunità, diminuiti ulteriormente a 1.093 nel 1901. 

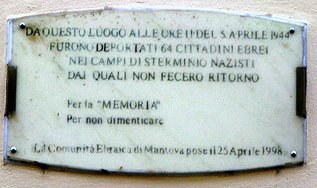
Lapide in memoria dei deportati

Un altro colpo mortale fu inferto dalle leggi razziali fasciste del 1938 e successivamente dalle persecuzioni dei nazisti che dal 1º dicembre 1943 occuparono la sede della comunità trasformandola in un campo di concentramento degli ebrei mantovani catturati la notte precedente. Il 4 aprile 1944 dalla sede della comunità ebraica ci fu la prima deportazione ad Auschwitz di 44 ebrei. Furono 104 gli ebrei mantovani deportati nei campi di sterminio dell'Olocausto. Di questi, solamente 5 furono i sopravvissuti.
Oggi la comunità conta solo poche decine di iscritti.
A testimonianza della presenza ebraica in città, rimangono tracce degli edifici dell'antico ghetto (sopravvissuti agli sventramenti dei primi del Novecento, tra cui il Palazzo del rabbino in via Bertani), la sinagoga Norsa Torrazzo (l'unica ancora esistente delle sei che una volta operavano nel ghetto), e il grande cimitero (ubicato all'esterno della città, oltre il fiume Mincio).

## Archivio storico della comunità ebraica di Mantova
L'antico archivio della comunità ubicato attualmente in locali contigui alla sinagoga, conserva libri e documenti dal 1522 al 1810, registri di stato civile dal 1750 ad oggi, l'archivio amministrativo dal 1910, gli archivi del tribunale rabbinico, manoscritti e libri a stampa. Parti importanti dell'antica Biblioteca comunitaria sono conservati presso la Biblioteca comunale Teresiana di Mantova (via Ardigò) e presso l'Archivio diocesano.

## Ebrei mantovani illustri
- Vittore Colorni, storico
- Leone de' Sommi, noto anche come Yehuda Sommi di Portaleone, drammaturgo
- Gino Fano, matematico
- Giuseppe Franchetti, imprenditore e filantropo
- Claudio Gallico, musicologo e direttore d'orchestra
- Tullo Massarani, scrittore, artista e politico
- Lodovico Mortara, avvocato, politico e docente universitario di diritto costituzionale
- Azaria de' Rossi, storico e medico
- Salomone Rossi, detto l'Ebreo, compositore e musicista
- Ezio Levi, filologo